# NGC 3032
NGC 3032 је спирална галаксија у сазвежђу Лав која се налази на NGC листи објеката дубоког неба.
Деклинација објекта је + 29° 14' 12" а ректасцензија 9h 52m 8,1s. Привидна величина (магнитуда) објекта NGC 3032 износи 12,5 а фотографска магнитуда 13,5. Налази се на удаљености од 22,300 милиона парсека од Сунца. NGC 3032 је још познат и под ознакама UGC 5292, MCG 5-23-46, CGCG 152-77, NPM1G +29.0177, IRAS 09492+2928, PGC 28424.